# Magdalena Żmigrodzka
Magdalena Irena Żmigrodzka – polska lekarka weterynarii, doktor habilitowany nauk weterynaryjnych.

## Kariera naukowa
W 2004 roku uzyskała tytuł lekarza weterynarii, nadanego przez Wydział Medycyny Weterynaryjnej Szkoły Głównej Gospodarstwa Wiejskiego w Warszawie. 
17 marca 2010 roku ukończyła studia doktoranckie na kierunku nauki weterynaryjne w Szkole Głównej Gospodarstwa Wiejskiego w Warszawie  na podstawie pracy pt. Ocena aktywacji płytek krwi psów z małopłytkowością.
Od 2015 roku zatrudniona jest w Szkole Głównej Gospodarstwa Wiejskiego w Warszawie.
18 października 2023 roku uzyskała stopień doktora habilitowanego nauk weterynaryjnych w dyscyplinie weterynarii w Szkole Głównej Gospodarstwa Wiejskiego w Warszawie na podstawie rozprawy pt. Wpływ in vitro mikropęcherzyków błonowych z płytek krwi i z linii komórkowych CLBL-1 i CLB70 na limfocyty krwi psów.